# Juan Cruz Belluati
Juan Cruz Belluati (Buenos Aires, 20 de octubre de 1993) es un jugador profesional de pádel argentino que en la actualidad ocupa la 35.ª posición en el ranking World Padel Tour. Juega en la posición del drive y su pareja deportiva actual es Miguel Lamperti.

## Carrera deportiva
Juan Cruz Belluati entró muy joven en el World Padel Tour. Ya en verano de 2015 con sólo 21 años formó pareja con Nacho Gadea, debido a la lesión del compañero de Gadea. Con él estuvo un año, hasta el verano de 2016, en el que creció mucho como jugador. A partir de ese momento formó pareja con Alejandro Galán, con el que desde el primer momento logró buenos resultados.
La explosión de ambos como pareja llegó en la temporada 2017 donde realizaron grandes actuaciones, siendo una pareja habitual en cuartos de final y alcanzando las semifinales en algún torneo.
A pesar de su gran 2017, tras la separación de la pareja formada por Matias Díaz y Maxi Sánchez, Ale Galán se unió a Matías para la temporada 2018, mientras que Belluati decidió formar pareja con Juan Lebrón. En el primer torneo de la temporada, el Catalunya Master, llegaron a su primera final como pareja tras batir en semifinales a la pareja nº 1 del ranking, la formada por Fernando Belasteguín y Pablo Lima. En la final, Sanyo Gutiérrez y Maxi Sánchez no les dieron ninguna opción y cayeron por un 6-4 y 6-2.
Pese a su buena temporada, en octubre de 2018 se separaron como pareja y, Juan Cruz, escogió como nueva pareja deportiva al gallego Pablo Lijó.
En el Master Final 2018 jugó con Paquito Navarro.
En 2021, Javier Garrido Gómez se convirtió en su nueva pareja deportiva para la temporada, con el objetivo de volver a codearse entre los mejores.

## Padel Pro Tour-World Padel Tour

### Finales
| N.º | Año                  | Torneo   | Categoría | Pareja      | Oponentes en la final               | Resultado |
| --- | -------------------- | -------- | --------- | ----------- | ----------------------------------- | --------- |
| 1.  | 25 de marzo de 2018  | Badalona | Master    | Juan Lebrón | Sanyo Gutiérrez Maximiliano Sánchez | 4-6 / 2-6 |
| 2.  | 12 de agosto de 2018 | Mijas    | Open      | Juan Lebrón | Sanyo Gutiérrez Maximiliano Sánchez | 2-6 / 5-7 |